# Johann Christoph von Zabuesnig
Johann Christoph von Zabuesnig (Augsburg, 9 de novembre de 1747 - 7 de juny de 1827) fou un escriptor alemany. Fou president de la Cambra de Comerç de la seva ciutat natal. Va traduir la Histoire ancienne et moderne de Condillac (1778-1780) i va escriure obres dramàtiques i monografies religioses.